# Yeovil Town F.C.
Yeovil Town F.C. er en engelsk fodboldklub fra Yeovil i Somerset, der spiller i National League. Klubben er i de seneste år rykket op et par gange. Således lå klubben i 1996 i den 6. bedste engelske række.

Som ung spiller, spillede Alan Pardew for klubben og det gjorde Ian Botham også.
| Fodbold | Spire Denne artikel om en fodboldklub er en spire som bør udbygges. Du er velkommen til at hjælpe Wikipedia ved at udvide den. |